# Tanaecia martini
Tanaecia martini är en fjärilsart som beskrevs av Hans Fruhstorfer 1912. Tanaecia martini ingår i släktet Tanaecia och familjen praktfjärilar. Inga underarter finns listade i Catalogue of Life.